# Mauritz Hahr
Jakob Emil Mauritz (Moje) Hahr, född 17 februari 1838 i Gammalstorps socken, död 20 augusti 1917 i Stockholm, var en svensk järnvägsman. Han var son till August Hahr, bror till Theodor Hahr och far till Gösta Hahr.
Hahr var från 1857 verksam som nivellör vid statens järnvägsbyggnader, men övergick 1862 till trafiktjänst. Han avancerade snabbt och var 1872–1901 överdirektör för Statens Järnvägars trafikavdelning. Under denna tid skedde en mycket kraftig utveckling av järnvägarnas verksamhet både vad gäller banlängden och personalstyrkan. Stor betydelse för Sveriges ekonomi fick Hahr genom att ordna samtrafiken mellan de statliga och de enskilda järnvägarna samt med Danmark och Tyskland. 
Hahr fick även stor betydelse för Sveriges försvar genom att i samarbete med Generalstaben och andra militära myndigheter inleda och fullfölja planläggningen av de svenska järnvägarnas användning vid krig eller krigsfara. År 1900 invaldes han som ledamot av Krigsvetenskapsakademien. År 1902, då han lämnat Statens Järnvägar, blev han verkställande direktör för Svenska Järnvägsföreningen, en post han innehade till 1914.
Hahr är begravd på Norra begravningsplatsen utanför Stockholm.